# World in Motion
World in Motion is een nummer van de Britse synthpopband New Order uit 1990, in samenwerking met het Engels voetbalelftal, op de credits vermeld als ENGLANDneworder. Het was het themalied van het Engelse voetbalteam voor Wereldkampioenschap voetbal 1990.
Diverse spelers van het toenmalige Engelse voetbalteam zingen mee op het nummer, en voetballer John Barnes verzorgt een rap. Ook is komiek Keith Allen te horen, die het nummer mede schreef.

## Achtergrondinformatie
De toenmalige persvoorlichter van de Football Association, David Bloomfield, keek op een avond naar het voetbalprogramma Best en Marsh. Toen de aftiteling aan het einde van het programma liep, merkte hij op dat de themamuziek werd verzorgd door New Order. Bloomfield, een fan van Joy Division, nam contact op met Tony Wilson, het hoofd van platenlabel Factory Records waarbij New Order onder contract stond. Bloomfield stelde voor om de band een nummer te laten opnemen voor het komende WK in Italië. Zonder enige aarzeling stemde Wilson toe. Bloomfield had de vorige WK-liedjes van Engeland gehoord en vond ze bijna allemaal saai. 
Het was de bedoeling dat de spelers van het Engelse voetbalelftal op het nummer mee zouden doen. De spelers waren daar echter lang niet allemaal toe bereid. Ze waren van mening dat WK-liedjes allemaal verschrikkelijk waren en velen wilden niet geassocieerd worden met een band die maar weinigen van hen kenden. Voetballer Gary Lineker was afwezig en wilde zijn steun niet toevoegen aan de officiële track omdat hij aan zijn eigen WK-single werkte, het slecht ontvangen "If We Win It All".
"World in Motion" werd een nummer 1-hit in het Verenigd Koninkrijk, ook in een aantal landen daarbuiten leverde het New Order een hit op. In het Nederlandse taalgebied deed de plaat niets in de hitparades.